# Adenopterus rouxi
Adenopterus rouxi is een rechtvleugelig insect uit de familie krekels (Gryllidae). De wetenschappelijke naam van deze soort is voor het eerst geldig gepubliceerd in 1915 door Lucien Chopard.